# Ford GT90

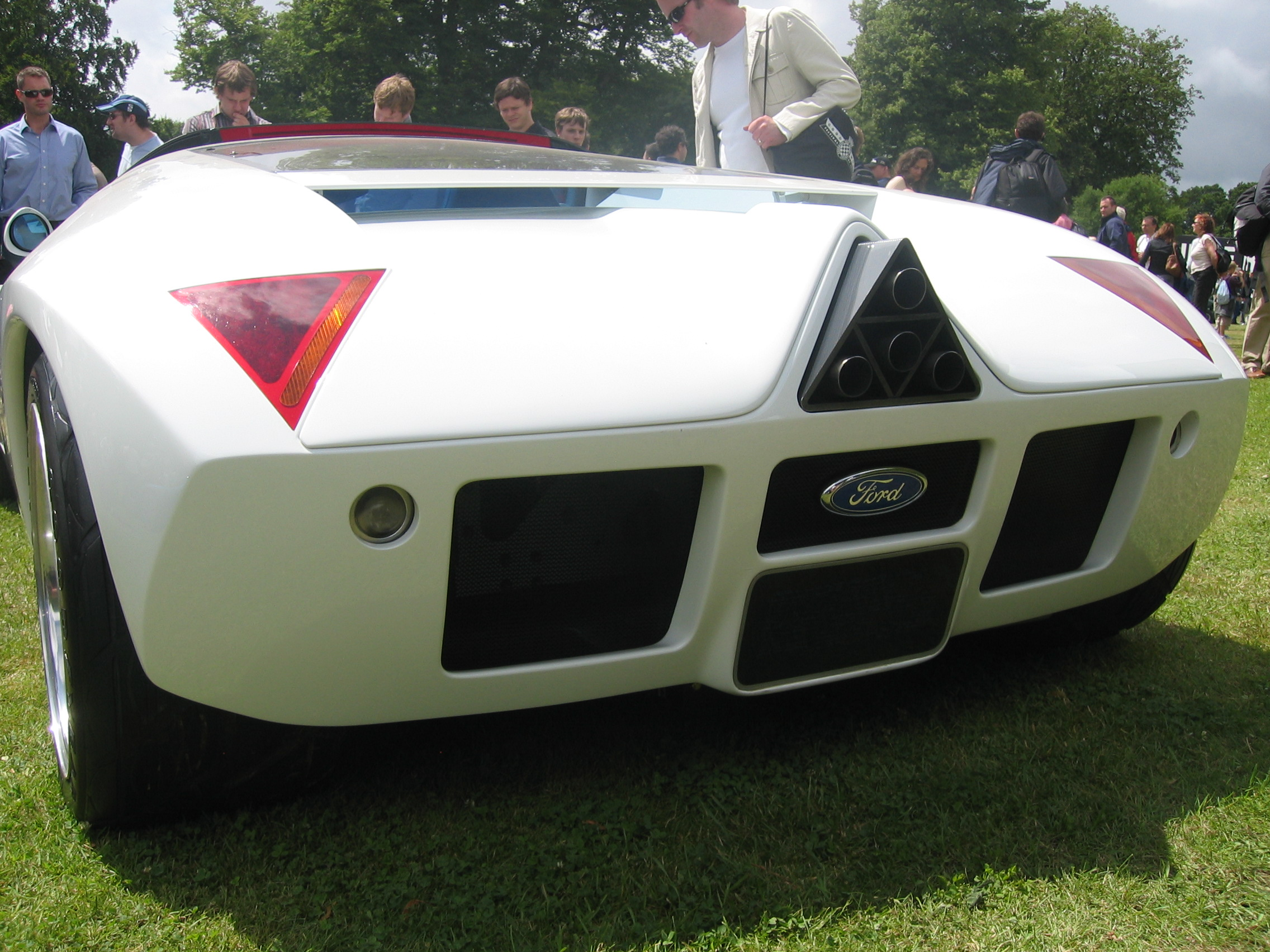
Widok z tyłu

Ford GT90 – sportowy samochód powstały w 1995 r. jako następca modelu GT40. Ford miał zamiar wyprodukować 100 egzemplarzy, jednak powstało ich zaledwie kilka. Wiele części w tym modelu zapożyczono z samochodu Jaguar XJ220 (np. skrzynia biegów czy zawieszenie). Był jednym z najszybszych samochodów przeznaczonych do produkcji seryjnej na świecie.

## Dane techniczne

### Silnik
- V12 6.2 l (6187 cm³), 4 zawory na cylinder, DOHC, 4 x turbo
- Układ zasilania: wtrysk EFi
- Średnica cylindra × skok tłoka: 90,20 mm × 77,30 mm
- Stopień sprężania: 8,0:1
- Moc maksymalna: 730 KM (537 kW) przy 6600 obr./min
- Maksymalny moment obrotowy: 895 N•m przy 4750 obr./min

### Osiągi
- Przyspieszenie 0–100 km/h: 2.7 s
- Przyspieszenie 0–160 km/h: 5.8 s
- Czas przejazdu pierwszych 400 m: 9.7 s
- Prędkość maksymalna: 378 km/h